# La Question juive (Bauer)
Pour les articles homonymes, voir La Question juive.
La Question juive (allemand : Die Judenfrage) est un ouvrage de Bruno Bauer publié en 1843. Celui-ci est un philosophe hégélien, un historien et un exégète critique des textes bibliques et des Évangiles, né à Eisenberg en 1809.

## Contexte historique
Au XVIIIe siècle, les Lumières allemandes se posent le problème de la question juive, c'est-à-dire de l'émancipation des Juifs d'Occident. Les Juifs français obtiennent l'égalité des droits le 28 septembre 1791, avec la promulgation de la Loi sur l'émancipation des juifs en France. L'occupation ou la domination française d'une grande partie de l'Allemagne pose de manière pressante la question de l'émancipation des Juifs allemands. Dans le royaume de Westphalie, est promulgué en janvier 1808, un décret qui proclame la totale égalité civile et civique des Juifs. Cette réforme  sert de modèle à l'amélioration de la condition juive en grand-duché de Bade et surtout en Prusse avec « l'Édit relatif aux conditions civiles des Juifs dans le royaume de Prusse » du 11 mars 1812. L'effondrement du Premier Empire entraîne le reflux des réformistes dans les États allemands. Seuls les États de Saxe-Weimar-Eisenach, électorat de Hesse et royaume de Wurtemberg émancipent leurs Juifs. Dans les États du Sud, le processus d'émancipation est stoppé. Ailleurs, c'est le retour aux conditions du Moyen Âge. À partir des années 1840, les idées libérales se répandent en Allemagne. De plus en plus de voix s'élèvent pour réclamer l'égalité en droits pour les Juifs. C'est dans ce contexte que l'ouvrage de Bauer est publié. Le philosophe Karl Marx, lui répond dans l'article « Sur la Question juive », en tentant d'aller plus loin dans cette idée et d'émanciper les juifs comme les chrétiens de leur religion dans leur ensemble. Le reste de cet article est issu de la réponse de Marx.

## Contenu de l'ouvrage
À la demande d'émancipation des Juifs, Bruno Bauer répond que personne n’est politiquement émancipé en Allemagne ; il pense que les Juifs ne doivent pas travailler à une émancipation spécifique mais, comme Allemands, à l’émancipation politique de l’Allemagne, et comme hommes, à l’émancipation de l’humanité. Il nie la singularité de l’oppression subie par les Juifs.
Bauer continue son raisonnement ainsi : dans un État chrétien, le Juif possède le privilège d’être juif ; l’État chrétien ne peut, en vertu de son essence, émanciper le Juif, mais le Juif ne peut, en vertu de son essence, être émancipé. Le Juif vit donc un antagonisme religieux avec la religion dominante. Comment résoudre cette opposition ? En la rendant impossible. Il faut pour cela abolir (aufhebt) la religion. Si Juif et Chrétien ne reconnaissent dans leurs religions respectives que les différentes étapes de l’évolution de l’esprit humain, ils sont dans un rapport qui n’est plus religieux mais seulement critique, scientifique, dans un rapport humain. Ils peuvent donc résoudre leur opposition.
Pour Bauer, la question juive a une signification universelle, indépendante de la situation spécifiquement allemande : c’est la question du rapport de la religion à l’État. « Soit, dit-on, et le Juif le dit lui-même, le Juif ne doit pas non plus être émancipé en tant que Juif, parce qu’il est juif, parce qu’il possède un si remarquable principe humain commun de moralité. Le Juif cédera plutôt la place au citoyen et sera citoyen, bien qu’il soit juif et doive rester juif, bien qu’il soit citoyen et vive dans la situation humaine commune ; son essence juive et restreinte l’emporte toujours pour finir sur ses obligations humaines et politiques. Le préjugé demeure bien qu’il soit dépassé. Mais s’il subsiste, c’est au contraire qu’il dépasse toute autre chose. »
« C’est seulement à titre sophistique, en apparence, que le Juif pourrait subsister dans la vie de l’État ; la pure apparence serait alors, s’il voulait rester juif, l’essentiel et prendrait le pas, c’est-à-dire que sa vie dans l’État serait seulement l’apparence ou une exception momentanée à l’essence et à la règle. »